# Dick Schreuder
Jan-Dirk Schreuder, detto Dick (Barneveld, 2 agosto 1971), è un allenatore di calcio ed ex calciatore olandese, di ruolo centrocampista, tecnico del N.E.C..

## Biografia
È il fratello di Alfred Schreuder, a sua volta calciatore e allenatore.

## Palmarès

### Giocatore

#### Competizioni nazionali
- Campionato olandese: 1

PSV: 1991-1992
- Supercoppa dei Paesi Bassi: 1

PSV: 1992

### Allenatore

#### Competizioni nazionali
- Primera Federación: 1

Castellón: 2023-2024